# Ernst von Ballion
Ernst von Ballion (en russe : Эрнест Эрнестович Баллион), né le 18 novembre 1816 à Saint-Pétersbourg et mort le 9 septembre 1901 à Novorossiisk est un entomologiste sujet de l'Empire russe, spécialisé dans l'étude des coléoptères et des lépidoptères.

## Biographie
Ernst von Ballion descend d'une famille huguenote installée en Russie. Il poursuit ses études à l'école de l'Église réformée de la capitale qu'il termine en 1833 devenant ensuite précepteur, ce qui le mène jusqu'à Kazan. Il s'inscrit à l'université de Kazan à la fin des années 1840 et reçoit son diplôme en 1852 à l'âge de trente-cinq ans. Il devient ensuite enseignant en sciences naturelles au lycée classique No 2 de Kazan. En 1860, il est nommé professeur-assistant à l'institut d'agronomie de Gory-Gorki en Russie Blanche. Lorsque l'institut déménage en 1865 à Saint-Pétersbourg, il devient au bout de quelque temps dozent, puis professeur. Il était en rapport avec Édouard Ménétries.
Sa collection de coléoptères est conservée aujourd'hui au musée zoologique de l'université d'Odessa et à l'institut forestier de Saint-Pétersbourg.

## Quelques travaux
- (ru) Résumé de botanique, Kazan, 1857
- (ru) Essai d'étude de la dénomination en russe des mammifères de l'Empire russe, d'après leur nom vernaculaire ou scientifique, Kazan, 1858

Ballion est également l'auteur de nombreux articles en allemand parus dans le Bulletin de la Société impériale des naturalistes de Moscou, parmi lesquels:
- (de) Eine centurie neuer Käfer aus der Fauna der russischen Reiches, Bull. Soc. Imp. Nat. Mosc. 43,. p. 320–353 (1870).
- (de) Verzeichniss der im Kreise von Kuldsha gesammelten Käfer, Bull. Soc. Nat. Mosc. 53 (2), p. 253–289 (1878).

Ballion est l’abréviation habituelle de Ernst von Ballion en zoologie.

Consulter la liste des abréviations d'auteur en zoologie ou la liste des taxons zoologiques assignés à cet auteur par ZooBank